# Május 12.
Május 12. az év 132. (szökőévben 133.) napja a Gergely-naptár szerint. Az évből még 233 nap van hátra.
Névnapok: Pongrác + Achilles, Achillesz, Adon, Adonisz, Ahillész, Böngér, Dalma, Domicella, Domitilla, Gemma, Germán, Gyöngy, Gyöngyvirág, Ivána, Ivica, Johanna, Kora, Korália, Korall, Násfa, Nerella, Nerina, Pongor, Viktor

## Események
- 919 – I. (Madarász) Henriket német királlyá választják.
- 1635 – Pázmány Péter esztergomi érsek megalapítja a Nagyszombati Egyetemet.*
- 1664 – Bemutatják Molière Tartuffe (Tartuffe, ou l’Imposteur) című ötfelvonásos vígjátékát.
- 1703 – Zászlót bont a kuruc felkelés. II. Rákóczi Ferenc és Bercsényi Miklós május 12-iki keltezéssel kiadja Breznai kiáltványát és elkezdődik a Rákóczi-szabadságharc.
- 1743 – Prágában cseh királlyá koronázzák Mária Teréziát.
- 1832 – Milánóban bemutatták Gaetano Donizetti Szerelmi bájital című kétfelvonásos vígoperáját.
- 1863 – II. Radama madagaszkári király meggyilkolása után főfeleségét, Rabodozanakandriana királynét kiáltják ki Madagaszkár királynőjévé I. Rasoherina néven (uralkodik haláláig, 1868-ig).
- 1881 – Tunézia francia protektorátus lett.
- 1907 – Budapesten felavatják a Zeneakadémia új épületét.
- 1926 – Roald Amundsen norvég sarkutazó Norge nevű merev vázas léghajóján átrepül az Északi-sark fölött, Umberto Nobile olasz hadmérnök kíséretében. (Az első átrepülést május 9-én amerikai pilóták maguknak tulajdonítják).
- 1926 – Józef Klemens Piłsudski lengyel marsallnak a hadsereg élén végrehajtott államcsínye véget vet a Lengyel Köztársaság belpolitikai zavarainak.
- 1944 – Adolf Hitler az ausztriai Klessheimben Jozef Tisóval és Vojtech Tukával tárgyal. A Führer Szlovákiától katonai erőfeszítéseinek fokozását, ütőképes véderő bevetését követeli.
- 1949 – Véget ér a berlini blokád.
- 1964 – A Minisztertanács határozatot hoz az MRTV szétválasztásáról, az önálló Magyar Rádió és a Magyar Televízió létrehozásáról.
- 1965 – NSZK diplomáciai kapcsolatot létesít Izraellel.
- 2004 – Az (angol) Wikipédia nyeri el a Webby Awards „Legjobb internetes közösség” díját.
- 2007 – A San José-i orosz nagykövetség épületének konzulátusán 9 embert ejt túszul egy fegyveres, akit 4 órával később a helyi rendőrség őrizetbe vesz.
- 2007 – Afganisztánban elesik Mullah Dadullah tálib parancsnok, a kormánycsapatokkal és a nyugati szövetségesek erőivel vívott összecsapásban.

## Sportesemények
Formula–1
- 1968 –  spanyol nagydíj, Jarama - Győztes: Graham Hill  (Lotus Ford)
- 1974 –  belga nagydíj, Nivelles - Győztes: Emerson Fittipaldi  (McLaren Ford)
- 1991 –  monacói nagydíj, Monte Carlo - Győztes: Ayrton Senna  (McLaren Honda)
- 2002 –  osztrák nagydíj, A1-Ring - Győztes: Michael Schumacher  (Ferrari)
- 2013 –  spanyol nagydíj, Barcelona - Győztes: Fernando Alonso  (Ferrari)
- 2019 –  spanyol nagydíj, Barcelona - Győztes: Lewis Hamilton  (Mercedes)

## Születések
- 1330 – I. Vilmos bajor herceg († 1389)
- 1590 – II. Cosimo de’ Medici toszkánai nagyherceg († 1621)
- 1687 – Johann Heinrich Schulze német polihisztor († 1744)
- 1733 – Sajnovics János, a finnugor nyelvrokonság korai kutatója († 1785)
- 1803 – Justus von Liebig német kémikus († 1873)
- 1820 – Florence Nightingale, a betegápoló-képzés kiemelkedő alakja, a matematikai statisztika kutatója († 1910)
- 1845 – Nyíri István magyar gépészmérnök, malomüzem- és fürdőalapító (keresztelési dátum; † 1922)
- 1872 – Telcs Ede magyar szobrászművész († 1948)
- 1889 – Ember Sándor magyar ügyvéd, sportrepülő, országgyűlési képviselő († 1983)
- 1904 – Julesz Miklós orvos, belgyógyász, endokrinológus, az MTA tagja († 1972)
- 1906 – Milloss Aurél magyar táncművész, koreográfus († 1988)
- 1907 – Katharine Hepburn négyszeres Oscar-díjas amerikai filmszínésznő († 2003)
- 1907 – Leslie Charteris (született Leslie Charles Bowyer-Yin) kínai–angol író, forgatókönyvíró, a Simon Templar-történetek szerzője († 1993)
- 1908 – Káldor Miklós, Angliában dolgozó magyar közgazdász. A cambridge-i iskola egyik legkiválóbb képviselője; a keynesiánusok közé sorolják. († 1986)
- 1910 – Dorothy Hodgkin Nobel-díjas kémikus († 1994)
- 1915 – Roger Schütz-Marsauche (Roger testvér) svájci francia teológus, a taizéi közösség alapítója († 2005)
- 1918 – Julius Rosenberg amerikai kommunista mérnök († 1953)
- 1922 – Roy Salvadori (Francesco Salvadori) brit autóversenyző († 2012)
- 1924 – Kiss István Ybl Miklós-díjas magyar építész, atléta, tízpróbázó († 2011)
- 1927 – Littomeritzky Mária olimpiai bajnok magyar úszó († 2017)
- 1928 – Burt Bacharach Oscar-díjas amerikai zeneszerző, zongorista, producer († 2023)
- 1929 – Heller Ágnes Széchenyi-díjas magyar filozófus, esztéta, egyetemi tanár, a MTA rendes tagja († 2019)
- 1930 – Jesús Franco spanyol filmrendező († 2013)
- 1944 – Babos Ágnes magyar kézilabdázó († 2020)
- 1946 – Ulbrich András, a Magyar Rádió bemondója, televíziós bemondó, műsorvezető († 2010)
- 1948 – Doris Soffel(wd) német opera-énekesnő, mezzoszoprán
- 1948 – Kása Zoltán erdélyi informatikus, egyetemi tanár
- 1950 – Gabriel Byrne ír színész
- 1950 – Bruce Boxleitner amerikai színész
- 1951 – Maday Emőke magyar színésznő
- 1953 – Solténszky Tibor magyar dramaturg, rendező, színpadi szerző, színészpedagógus, rádióbemondó († 2016)
- 1955 – Auth Magda magyar rádióbemondó, műsorvezető, előadóművész, tanár
- 1957 – Kassai Károly magyar színész.
- 1963 – Stefano Modena olasz autóversenyző
- 1966 – Stephen Baldwin amerikai színész, rendező, producer
- 1966 – Varga Szilvia magyar színésznő
- 1979 – Ricardo Bell magyar pornószínész
- 1981 – Rami Malek Oscar-díjas amerikai színész
- 1982 – Marvin Anderson jamaicai atléta
- 1983 – Gulyás Attila magyar színész
- 1985 – Tőzsér Dániel magyar válogatott labdarúgó
- 1988 – Lehőcz Zsuzsa magyar színésznő, bábművész
- 1988 – Viktor Tyihonov orosz jégkorongozó
- 1989 – Csang Cseng-lung kínai tornász
- 1997 – Frenkie de Jong holland válogatott labdarúgó

## Halálozások
- 403 – Szalamiszi Szent Epiphaniosz egyházatya, író (* 315 körül)
- 912 – VI. (Bölcs) Leó bizánci császár (* 866)
- 1003 – II. Szilveszter pápa, a történelem első francia pápája (* 946)
- 1182 – Nagy Valdemár Dánia királya, akinek sikerült függetlenné válnia a német-római császártól és ő a Valdemár-dinasztia alapítója (* 1131)
- 1789 – Chenot Ádám Erdély főorvosa (* 1721)
- 1845 – Batsányi János magyar költő (* 1763)
- 1845 – August Wilhelm Schlegel német költő, műfordító, műkritikus, a német romantika egyik úttörője (* 1767)
- 1863 – II. Radama madagaszkári király (* 1829)
- 1897 – Minna Canth finn író, költő (* 1844)
- 1918 – Vaszilij Radlov Oroszországban működött német származású nyelvész, turkológus, folklorista (* 1837)
- 1920 – Kozma Ferenc pedagógus, művelődésszervező, publicista, az MTA tagja (* 1844)
- 1933 – Krúdy Gyula magyar író (* 1878)
- 1944 – Kner Imre magyar tipográfus, nyomdász, könyvművész (* 1890)
- 1957 – Alfonso De Portago (Alfonso de Borja Cabeza de Vaca di Portago) spanyol autóversenyző (* 1928)
- 1957 – Erich von Stroheim német színész, filmrendező (A nagy ábránd) (* 1885)
- 1961 – Tony Bettenhausen (Melvin Eugene Bettenhausen) amerikai autóversenyző (* 1916)
- 1989 – Edmond Mouche francia autóversenyző (* 1899)
- 1992 – Wanda Rutkiewicz lengyel hegymászó (* 1943)
- 2008 – Claudio Undari olasz (szicíliai) színész (* 1935)
- 2008 – Simion Pop román író, újságíró, diplomata (* 1930)
- 2009 – Heini Walter (Heinrich Walter) svájci autóversenyző (* 1927)
- 2013 – Ágoston Judit olimpiai bajnok tőrvívó (* 1937)
- 2017 – Mauno Koivisto Finnország köztársasági elnöke 1982 és 1994 között (* 1923)
- 2019 – Vass Éva kétszeres Jászai Mari-díjas magyar színésznő (* 1933)

## Nemzeti ünnepek, emléknapok, világnapok
- Az ápolók nemzetközi napja. 1820-ban e napon született Florence Nightingale brit ápolónő, aki az 1853–1856-os krími háborúban végzett munkájával szerzett hírnevet.